# Couvin
Pour les articles homonymes, voir Couvains.
Couvin (en wallon Couvén) est une ville francophone de Belgique située en Région wallonne dans la province de Namur et faisant partie de l'arrondissement de Philippeville. Située en Calestienne et frontalière avec la France, Couvin a été le berceau de la fabrication des raquettes de tennis Donnay. Couvin est le chef-lieu du canton regroupant sa propre commune et celle de Viroinval et se situe dans le Parc national de l'Entre-Sambre-et-Meuse.
C'est la quatrième commune de Belgique de plus grande superficie avec 206,93 km2.

## Géographie

### Situation
La commune de Couvin se situe au sud de la Belgique, à l'extrême sud-ouest de la province de Namur, dans l'arrondissement de Philippeville et à proximité de la France qu’elle jouxte au sud. La ville se situe à 65 km au sud-ouest de Namur, 110 km au sud de Bruxelles et à 250 km au nord-est de Paris. La commune est, pour ce qui est de la superficie, la deuxième de Belgique avec ses 206,93 km2, la première étant Tournai. Elle jouxte la province de Hainaut à l'ouest et le département des Ardennes au sud.
Couvin possède plusieurs lieux-dits dont le Fonds-de-l'Eau, qu'elle partage avec la section de Pesche, et la Platinerie. La vieille ville est logée en partie sur une des nombreuses falaises de la Calestienne, tandis que le faubourg Saint-Germain, qui tient son nom de l'ancienne église Saint-Germain détruite dans les années 1830-1840 et qui se trouvait sur l'actuelle Place Général Piron, se situe au pied de la même falaise dont il est séparé par l'Eau Noire.

### Sections
| #  | Nom                | Superficie. (km²) | Habitants (2020) | Habitants par km² | Code INS |
| -- | ------------------ | ----------------- | ---------------- | ----------------- | -------- |
| 1  | Couvin             | 33,19             | 3.982            | 120               | 93014A   |
| 2  | Petigny            | 17,88             | 1.063            | 59                | 93014B   |
| 3  | Brûly              | 13,20             | 399              | 30                | 93014C   |
| 4  | Petite-Chapelle    | 7,76              | 194              | 25                | 93014D   |
| 5  | Cul-des-Sarts      | 28,00             | 1.097            | 39                | 93014E   |
| 6  | Brûly-de-Pesche    | 10,91             | 452              | 41                | 93014F   |
| 7  | Presgaux           | 5,21              | 602              | 116               | 93014G   |
| 8  | Gonrieux           | 6,00              | 595              | 99                | 93014H   |
| 9  | Pesche             | 9,56              | 931              | 97                | 93014J   |
| 10 | Dailly             | 10,88             | 319              | 29                | 93014K   |
| 11 | Aublain            | 11,08             | 385              | 35                | 93014L   |
| 12 | Boussu-en-Fagne    | 28,24             | 510              | 18                | 93014M   |
| 13 | Frasnes-lez-Couvin | 17,44             | 1.254            | 72                | 93014N   |
| 14 | Mariembourg        | 7,63              | 2.054            | 269               | 93014P   |

| Chimay, Froidchapelle, Cerfontaine | Cerfontaine, Philippeville | Philippeville, Viroinval   |
| Chimay                             | Couvin                     | Viroinval                  |
| Chimay, Canton de Rocroi           | Canton de Rocroi           | Viroinval, Canton de Revin |

### Topographie
La commune est à cheval sur 3 ensembles géographiques, la Fagne au nord, la Calestienne
au centre, et l'Ardenne au sud. La ville de Couvin se situe sur la Calestienne,
la vieille ville s'étant établie sur une de ses nombreuses falaises.
La ville culmine à une altitude de 210 mètres
tandis que la commune atteint des altitudes allant de 160 mètres à 403 mètres, respectivement
en Fagne et en Ardenne.

### Hydrographie

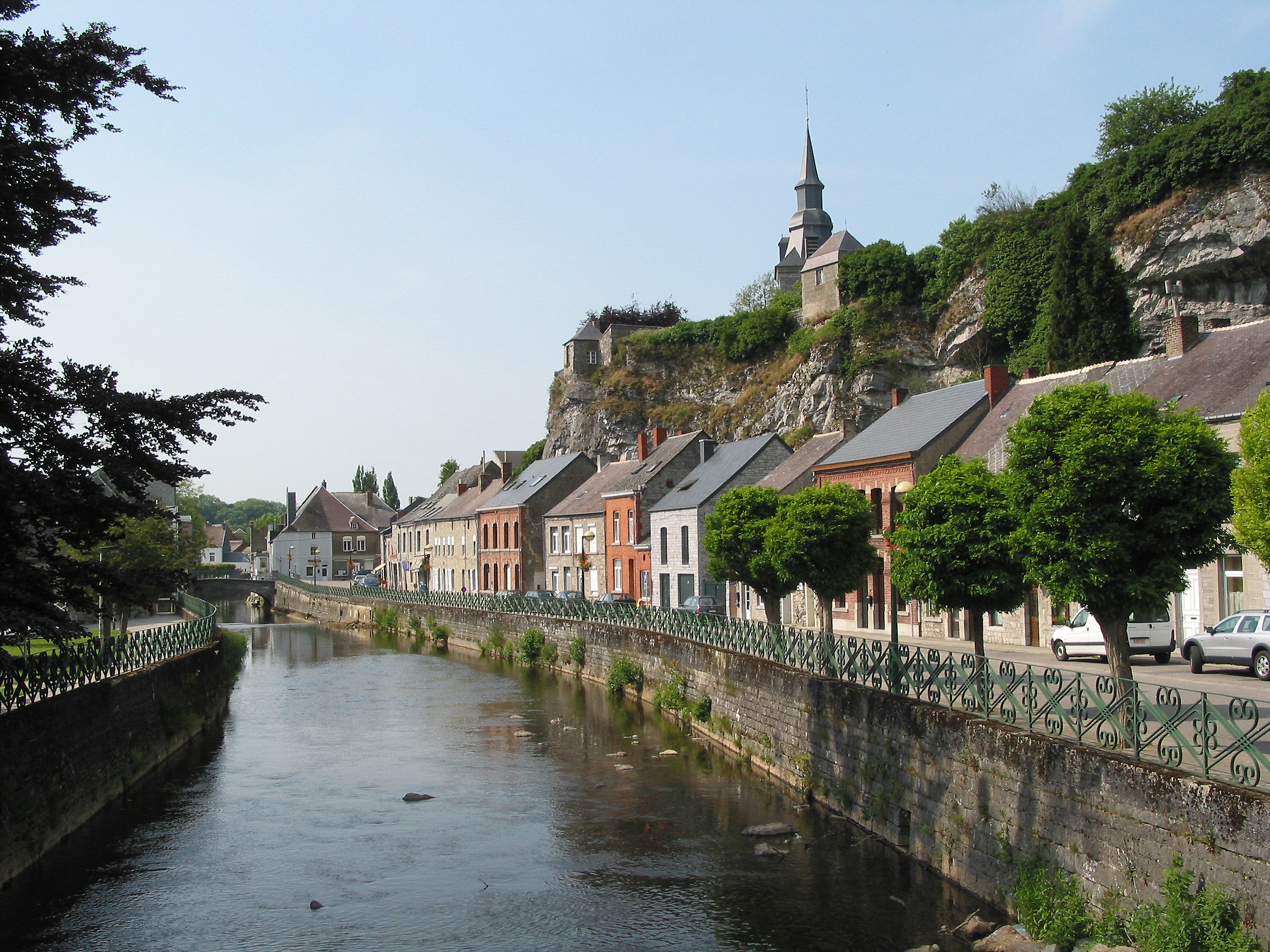
L'Eau noire.

La commune est traversée par 2 cours d'eau principaux : l'Eau Noire et
l'Eau Blanche, et par de nombreux ruisseaux dont le Ry de Rome, le Ry
d'Aisne, le ruisseau de la Forge du Prince qui se jetteront dans l'Eau Noire,
et la Brouffe qui quant à elle, se jettera dans l'Eau Blanche.
L'Eau Noire prend sa source au plateau de Rocroi et s'étend sur 42 km.
Elle passe dans la partie ardennaise de la commune de Couvin et de Chimay, traverse Couvin
du sud au nord, et se sépare en deux branches dont une à l'air libre et l'autre dans les grottes de Neptune (ou grottes de l'Adugeoir). Les deux branches se rejoignent au centre de Nismes par la suite. L'Eau Blanche quant à elle, prend sa source aux environs
de Chimay, passe dans les sections d'Aublain, de Boussu-en-Fagne, et Mariembourg
pour terminer sa course près de Nismes. Après, les deux rivières vont se rejoindre non loin de Dourbes
donnant ainsi naissance au Viroin qui se jettera par la suite dans la Meuse à Vireux-Molhain.
Le fait que la commune soit parcourue sur l'ensemble de son territoire par ces deux rivières implique
qu'elle fait entièrement partie du bassin de la Meuse.
Les grottes de l'Adugeoir où passe l'Eau Noire tiennent leur nom du
lieu-dit de la section de Petigny où elle se trouve, l'Adugeoir. Plus tard on renommera ces grottes
pour les appeler Grottes de Neptune, leur nom actuel. Les grottes ont été découvertes dans les
années 1890 et servent aujourd'hui de site touristique.
Le barrage du Ry de Rome à Petigny est une réserve en eau potable et
sert de promenade apaisante pour les visiteurs autour du lac sur une distance de 5 kilomètres.
La surface du lac occupe 26,45 hectares
.

### Climat
L'ensemble de la commune a un climat très varié dû à la différence environnementale entre le sud, avec les Ardennes, et le nord, avec la Fagne. La ville de Couvin, entre ces 2 zones géographiques, a un climat tempéré océanique dégradé grâce à la proximité de l'océan Atlantique tout en étant assez reculée dans les terres.
| Mois                                    | J   | F   | M   | A   | M    | J    | J    | A    | S    | O   | N   | D   | Moyenne annuelle |
| --------------------------------------- | --- | --- | --- | --- | ---- | ---- | ---- | ---- | ---- | --- | --- | --- | ---------------- |
| Températures (°C) (sous abri, moyennes) | 1,2 | 2,2 | 4,4 | 7,8 | 11,4 | 14,4 | 16,2 | 15,9 | 13,4 | 9,3 | 4,9 | 1,8 | 8,6              |
| Précipitations (hauteur moyenne en mm)  | 64  | 52  | 54  | 56  | 65   | 71   | 76   | 73   | 67   | 68  | 67  | 68  | 781              |

## Démographie

### Démographie: Avant la fusion des communes
- Source: DGS recensements population

### Démographie: Commune fusionnée
En tenant compte des anciennes communes entraînées dans la fusion de communes de 1977, on peut dresser l'évolution suivante :
Les chiffres des années 1831 à 1970 tiennent compte des chiffres des anciennes communes fusionnées.
- Source: DGS , de 1831 à 1981=recensements population; à partir de 1990 = nombre d'habitants chaque 1 janvier[2]

## Histoire

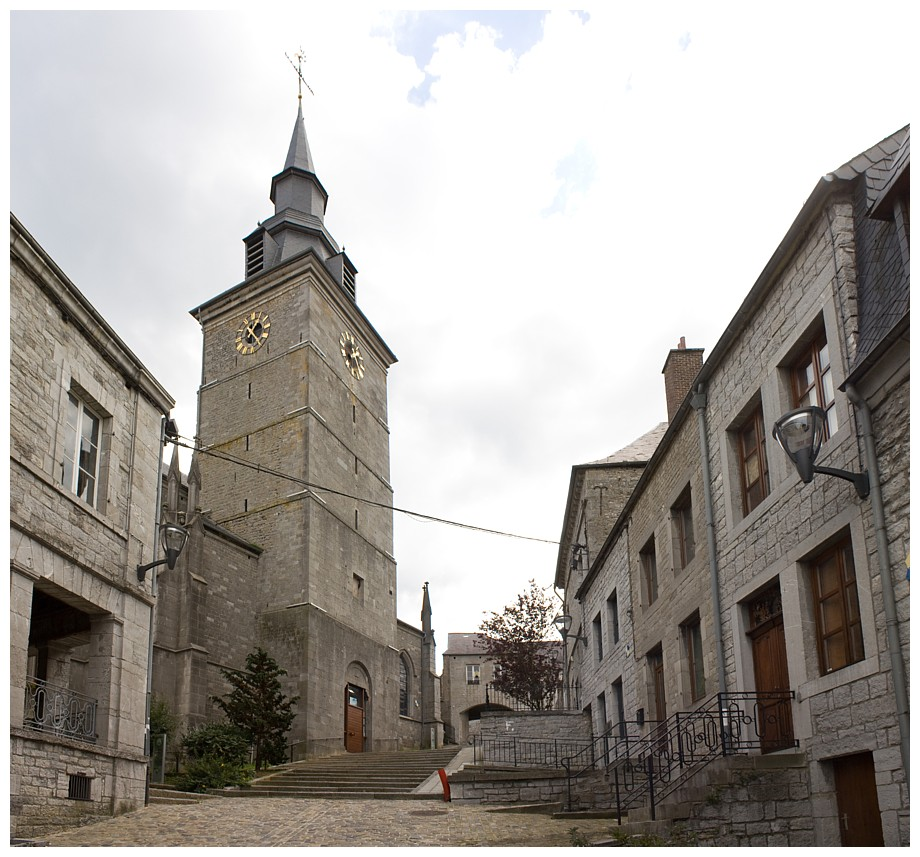
La vieille ville.

### Origines et période hennuyère
Le site de la caverne de l'Abîme est occupé dès la préhistoire. Des fouilles archéologiques ont mis au jour des monnaies romaines et les restes d'un ancien cimetière mérovingien, ce qui permet d'affirmer une présence humaine dans les premiers siècles de notre ère.
La ville est mentionnée pour la première fois en 872 sous le nom de « Cubinium », son territoire est alors occupé par les moines de Saint-Germain-des-Prés. Elle fit ensuite partie du comté de Hainaut de 996 à 1096,

### Période liégeoise

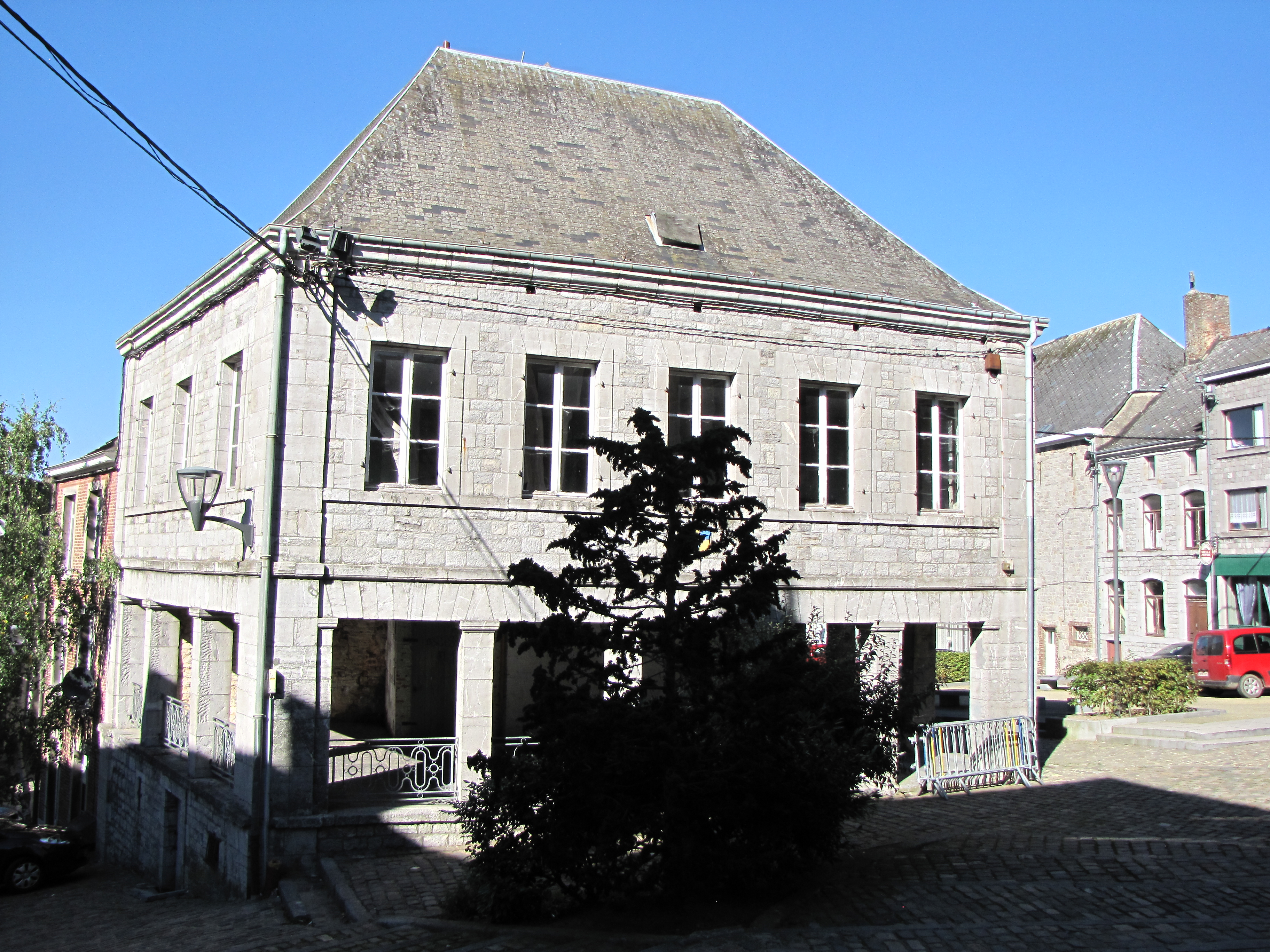
La halle qui date de 1377 et a subi des transformations.

Le 16 juin 1096, le Prince-évêque de Liège Otbert achète Couvin et toutes ses dépendances à Baudouin II de Hainaut pour financer son départ en croisade. Couvin devient ainsi une des 23 Bonnes Villes de la principauté de Liège, située dans le quartier de l'Entre-Sambre-et-Meuse.
Elle devient alors également capitale de sa châtellenie regroupant la commune actuelle et Nismes (aujourd'hui dans la commune de Viroinval) et dont on fait mention pour la première fois en 1218. La châtellenie délimite le territoire à l'extrême sud-ouest de la Principauté de Liège par ses frontières avec le comté de Hainaut et la France. La charge de châtelain revient au seigneur de Chimay jusqu'en 1565, année durant laquelle le prince-évêque la rachète et la délègue à un bailly.
Aux XIIIe et XIVe siècles, Couvin participe activement aux luttes sociales qui agitent la principauté, ce qui lui vaudra d'être incendiée en 1408 lors de la révolte des villes contre l'évêque Jean de Bavière. Elle fait partie des signataires de la Paix de Fexhe en 1316.
En 1554, la ville est assaillie et brûlée une nouvelle fois puis occupée durant cinq ans par les troupes du roi de France Henri II. Au XVIIe siècle, la ville étant située sur le lieu de passage, elle souffrira notamment des ravages causés par des mercenaires engagés par les Espagnols. Le Grand Condé prend la ville en 1643. En 1673, elle est de nouveau occupée par les Français qui démantèlent le château fort. Ils l'occupent encore en 1696, 1707, 1711 et 1747.

### Période française

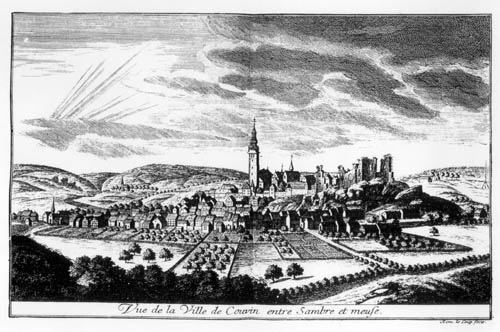
Vue de Couvin vers 1735 par Remacle Le Loup.

Durant le Moyen Âge, Couvin possède sa foire et son marché franc, ainsi qu'une halle. L'activité principale est à l'époque le travail du fer. L'annexion par la France en 1793 favorise la prospérité de la ville dont les forges alimentent alors les fabriques de canons. C'est d'ailleurs à Couvin que fut construit le premier haut fourneau à coke d'Europe.
Après la Révolution française de 1789, l'armée révolutionnaire française se lancent dans la première annexion française des États de Belgique. À la mi-février 1793, estimant que « le bonheur des Liégeois dépend de leur réunion à la juste et loyale République française, les administrateurs municipaux de Couvin convoquent les habitants de leur ressort à acquiescer à ce projet ». Le 8 mars, la Convention décrète la réunion du pays de Liège à la France.
Le 12 mai 1793, la Convention ratifie la réunion de Couvin à la France.
Le 3 juin, déclaration des représentants du peuple, Nicolas Hentz et François Sébastien Christophe Laporte, de rattacher provisoirement le district de Couvin au département des Ardennes. Le 8 juin, l'organisation du nouveau district de Couvin est confiée à Joseph Prisse et Adrien Barré, juges au tribunal de Rocroi. Elle est terminée le 12 juin et comprend 10 cantons : Couvin, Agimont, Dailly, Nismes, Romerée, Senzeilles, Surice, Treignes, Villers-Deux-Églises et Villers-en-Fagne (18.000 âmes environ).

### Période néerlandaise et Révolution belge
En 1815, au Second Traité de Paris, elle fut rattachée au Royaume des Pays-Bas en même temps que Mariembourg, Fagnolle, Bouillon et Philippeville.
Lors de la Révolution belge, Louis Ragondet, à la tête de 78 volontaires Couvinois, quitte Couvin le 24 septembre 1830 et le 26 septembre, unis à ceux de Binche, Fontaine-l'Évêque et de Gosselies, ils attaquent les Hollandais à Vilvorde et les poursuivent jusque Eppegem. À la suite de cela, la ville reçut comme 99 autres villes et villages belges, le 27 septembre 1832, des mains du Roi Léopold 1er drapeau d'honneur portant en lettres d'or A la commune de Couvin. La patrie reconnaissante.

### Période belge
En 1978, suivant l'exemple des actions entreprises à Cour-sur-Heure pour s'opposer à la construction d'une usine, la population de Couvin s'opposa au projet de construction d'un barrage sur l'Eau noire, opposition qui dura neuf mois et qui attira l'attention des médias nationaux. Le ministre des travaux publics Guy Mathot retira finalement le projet. Le réalisateur Benjamin Hennot a réalise en 2015 un documentaire à ce sujet intitulé La Bataille de l'Eau Noire .
En 1985, Couvin reçoit le titre de ville de Belgique.

## Armoiries
|  | L'ancienne ville possède des armoiries qui ont été octroyées le 14 décembre 1874 et modifiées le 3 février 1950 par l'ajout d'un écu sur le tout. Elles sont inspirées du sceau de Couvin de 1789. L'écusson montre le badge de la brigade du 1er corps d'armée (Belgique), la Brigade Piron, qui doit son nom à son premier commandant, le Général Piron, né à Couvin en 1896. Après la fusion des communes, la nouvelle entité reprend les armoiries de l'ancienne commune éponyme. Blasonnement : Écartelé : aux 1 et 4 d'or ; aux 2 et 3 d'azur ; sur le tout un écu de sable à la croix latine cousue de gueules, à la tête de léopard d'or à la gueule ouverte et allumée de sable, brochant sur la croix. - Délibération communale : 17 janvier 1977 - Arrêté royal : 26 novembre 1981 - Moniteur belge : 8 janvier 1982 |

## Politique et administration

### Conseil et collège communal 2024-2030
Ci-dessous, le tableau des résultats des élections communales de 2024.
| Parti | Parti     | Voix (2024) | Voix (2018) | % (2024) | % (2018) | +/-    | Sièges  | +/-  | Collège |
| ----- | --------- | ----------- | ----------- | -------- | -------- | ------ | ------- | ---- | ------- |
|       | ECOLO-GIC | 637         | 668         | 7,77%    | 7,66%    | 0.11 % | 1 / 23  | 0.0  | Non     |
|       | ICI       | 2.648       | -           | 32,32%   | -        | 0.0 %  | 8 / 23  | 8.0  | Non     |
|       | UNIS      | 4.268       | -           | 52,09%   | -        | 0.0 %  | 14 / 23 | 14.0 | Oui     |
|       | VRAI      | 301         | -           | 3,67%    | -        | 0.0 %  | 0 / 23  | 0.0  | Non     |
|       | CHEZ NOUS | 339         | -           | 4,14%    | -        | 0.0 %  | 0 / 23  | 0.0  | Non     |
|       | MR-IC     | -           | 2.088       | -        | 23,93%   | 0.0 %  | - / 23  | 6.0  | Non     |
|       | Nation    | -           | 291         | -        | 3,33%    | 0.0 %  | - / 23  | 0.0  | Non     |
|       | C.H.E     | -           | 289         | -        | 3,31%    | 0.0 %  | - / 23  | 0.0  | Non     |
|       | CVN       | -           | 2.117       | -        | 24,26%   | 0.0 %  | - / 23  | 6.0  | Non     |
|       | #PEP'S    | -           | 3.273       | -        | 37,51%   | 0.0 %  | - / 23  | 10.0 | Non     |
| Total | Total     | 8 193       | 8 726       | 100 %    | 100 %    |        | 23      |      |         |

| Collège communal   |                      |                    |
| ------------------ | -------------------- | ------------------ |
| Bourgmestre        | Raymond Douniaux     | PS - UNIS          |
| 1er Échevin        | Claudy Noiret        | Les Engagés -UNIS  |
| 2e Échevine        | Marie Depraetere     | Les Engagés - UNIS |
| 3e Échevin         | Jean-Charles Delobbe | Les Engagés -UNIS  |
| 4e Échevine        | Frédérique Van Roost | MR - UNIS          |
| 5e Échevin         | Alexandre Fortemps   | PS - UNIS          |
| Présidente du CPAS | Jehanne Detrixhe     | MR - UNIS          |

### Liste des bourgmestres
| Date du mandat | Nom        | Prénom                     | Profession         | Parti Politique |
| -------------- | ---------- | -------------------------- | ------------------ | --------------- |
| 1830-1835      | Mouvet     | Louis-Joseph               | Notaire            | Libéral         |
| 1836-1848      | Desorme    | Jean Joseph                | Marchand           | Libéral         |
| 1848-1855      | Logé       | Pierre Mathias Adolphe     | Instituteur        | Catholique      |
| 1855-1861      | Rondelle   | Alexandre Joseph           | Notaire            | Libéral         |
| 1861-1867      | Mahy       | Narcisse                   | Cultivateur        | Catholique      |
| 1867-1882      | Colard     | Albert                     | Industriel         | Libéral         |
| 1882-1910      | Gouttier   | Adolphe Joseph             | Négociant          | Libéral         |
| 1910-1912      | Baillon    | Edouard Joseph             | Instituteur        | Catholique      |
| 1912-1921      | Bastin     | Camille                    | Clerc de notaire   | Catholique      |
| 1921-1922      | Courtheoux | Achille Victorien François | Industriel         | Libéral         |
| 1923-1931      | Moutarde   | Alfred                     | Industriel         | Libéral         |
| 1931-1933      | Courtheoux | Albert François Henri      | Industriel         | Libéral         |
| 1933-1943      | Desorme    | Émile Eugène Adolphe       | Notaire            | Libéral         |
| 1943-1944      | Dineur     | Georges                    | Militant politique | Rex             |
| 1944-1947      | Desorme    | Émile Eugène Adolphe       | Notaire            | Libéral         |
| 1947-1956      | Courtheoux | Paul                       | Industriel         | Libéral         |
| 1956-1964      | Remy       | Victor                     | Industriel         | Libéral         |
| 1964-1971      | Meunier    | Jacques                    |                    | Catholique      |
| 1971-1977      | Desorme    | Jacques                    | Notaire            | Libéral         |
| 1977-1982      | Meunier    | Jacques                    |                    | Catholique      |
| 1983-1988      | Sercks     | Pierre                     |                    | Catholique      |
| 1988-1995      | André      | Georges                    | Médecin            | PRL             |
| 1995-2006      | Dubuc      | Robert                     |                    | PSC             |
| 2006-2018      | Douniaux   | Raymond                    | Employé communal   | PS              |
| 2018-2023      | Jennequin  | Maurice                    | Contremaître       | CDH             |
| 2023-2024      | Noiret     | Claudy                     | Ornithologue       | Les Engagés     |
| 2024-          | Douniaux   | Raymond                    | Employé communal   | PS              |

### Jumelages
- Montbard (France) depuis 1958

## Patrimoine et culture

### Patrimoine architectural et naturel

#### Dans la ville

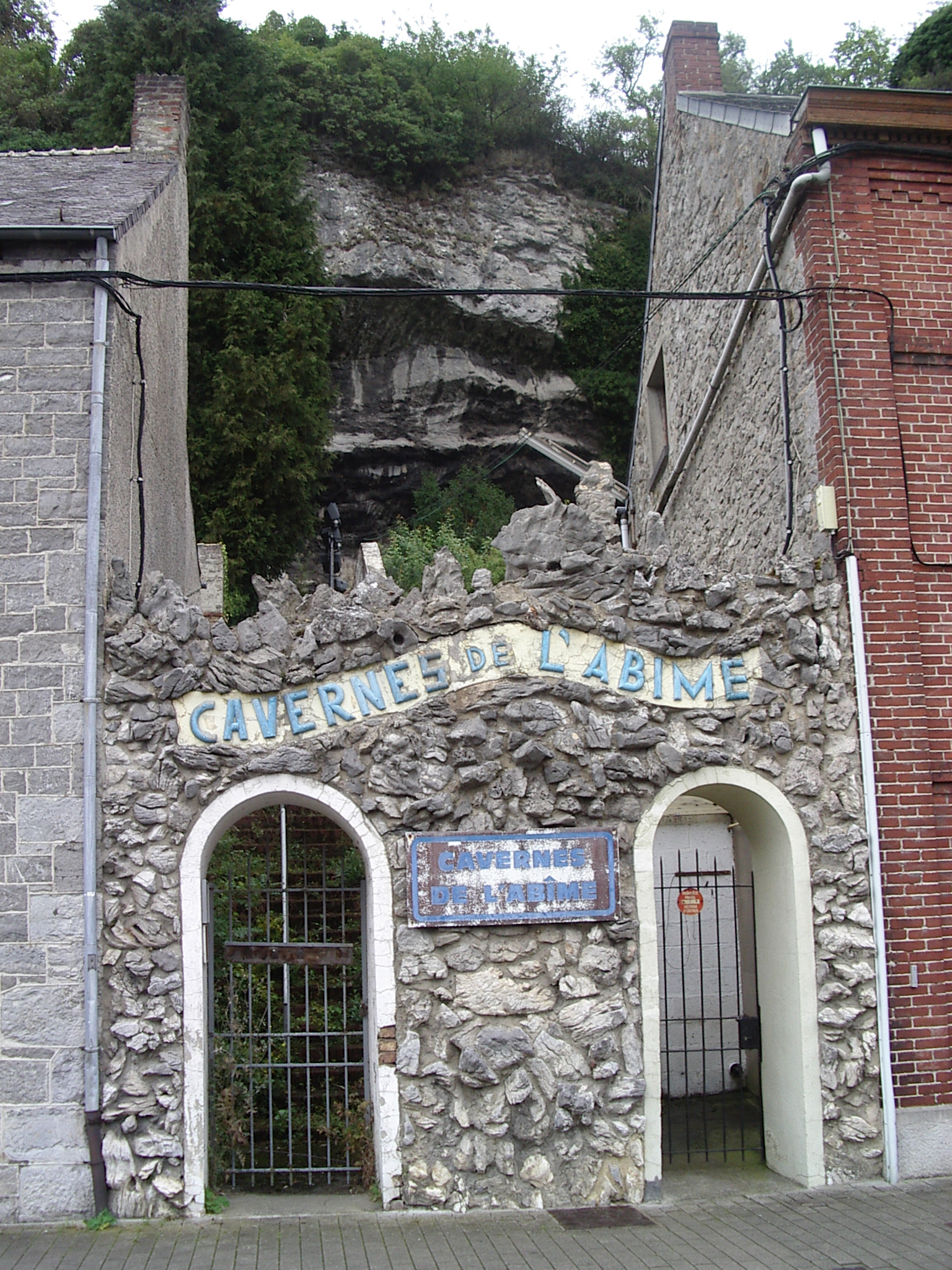
Entrée de la grotte de l'Abîme.

- La caverne de l'Abîme (site préhistorique).

- Le Vieux Couvin (haut de la ville) avec ses tavernes typiques et ses maisons en pierres.
- Chapelle des Calvaires. La première est édifiée en 1671 et la chapelle ouverte date possède un Christ en croix baroque de la deuxième moitié du XVIIe siècle[13].
- Ancien Moulin de la Foulerie. Il tire son nom d'une foulerie de tissus établie le long de l'Eau Noire depuis le XVIIe siècle repris en 1824 par Hannonet-Gendarme, propriétaire des forges Saint-Roch, et qui avait installé une forge est dont l'activité cessa en 1833, pour cause de faillite[14].
- Château Saint-Roch. Construit au XVIIIe siècle et transformé au XIXe et au XXe siècle ancienne propriété du maître forge Hannonet-Gendarme[15].
- Ancien hôtel du Chemin de fer. Bâtiment de style néo-classique construit par Adolphe Gouttier en 1870[16].
- Ancien hôtel de ville, grand'place. Édifié en 1832 en tradition néo-classique[17], il possède dans la salle du conseil et des mariages une tapisserie de la bataille d'Héliopolis[18].L'église vue du Grand Pont.

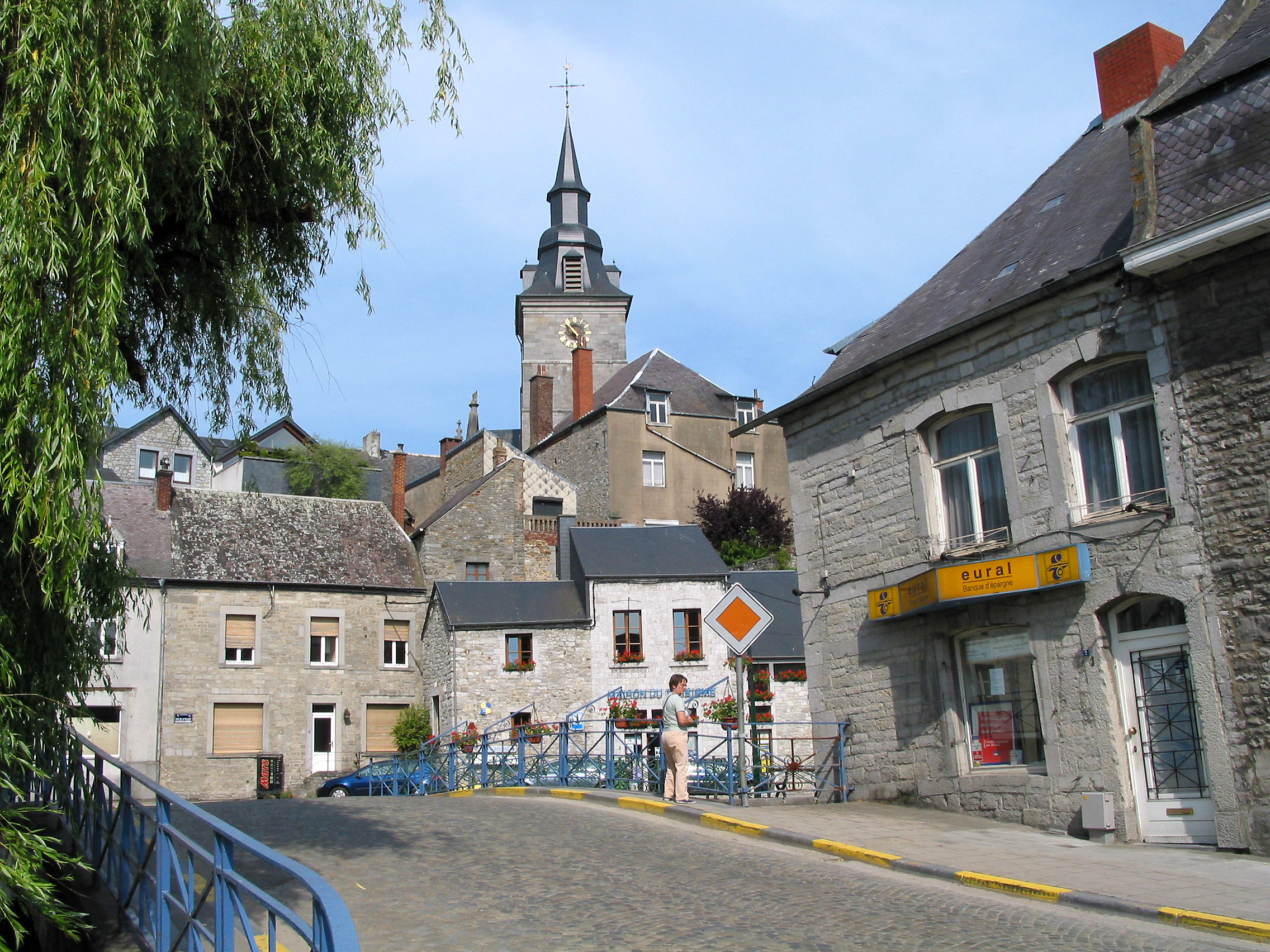
L'église vue du Grand Pont.

- Église Saint-Germain, anciennement église Notre-Dame[19]. La tour date du début du XVIIIe siècle[20] et l'église reconstruite de 1863 à 1864 dans le style néo-gothique par l'architecte Deman[19].

- Ancienne halle. Bâtiment de style néo-classique de la fin du XVIIIe siècle ou au début du début du XIXe siècle déjà cité en 1377[21].

- Anciens fourneau et laminoirs de Pernelle. Exploités au début du XIXe siècle par le maître de forge Hannonet-Gendarme, déjà cité en 1546[22].
- Chapelle Notre-Dame de la Salette. Édifice néo-classique construit en 1850[23].
- Anciennes forges de Pernelle. Remaniées au XIXe siècle, il subsiste aujourd'hui deux volumes anciens de la fin du XVIIIe siècle[24].

##### Monuments
- Stèle à la mémoire de l'abbé Paul Gilles martyrisé par les Allemands le 26 août 1914, km 97 de la RN5 ;
- Buste de René Lyr, les allées ;
- Mémorial Jean-Baptiste Piron, place général Piron.

#### Dans la région

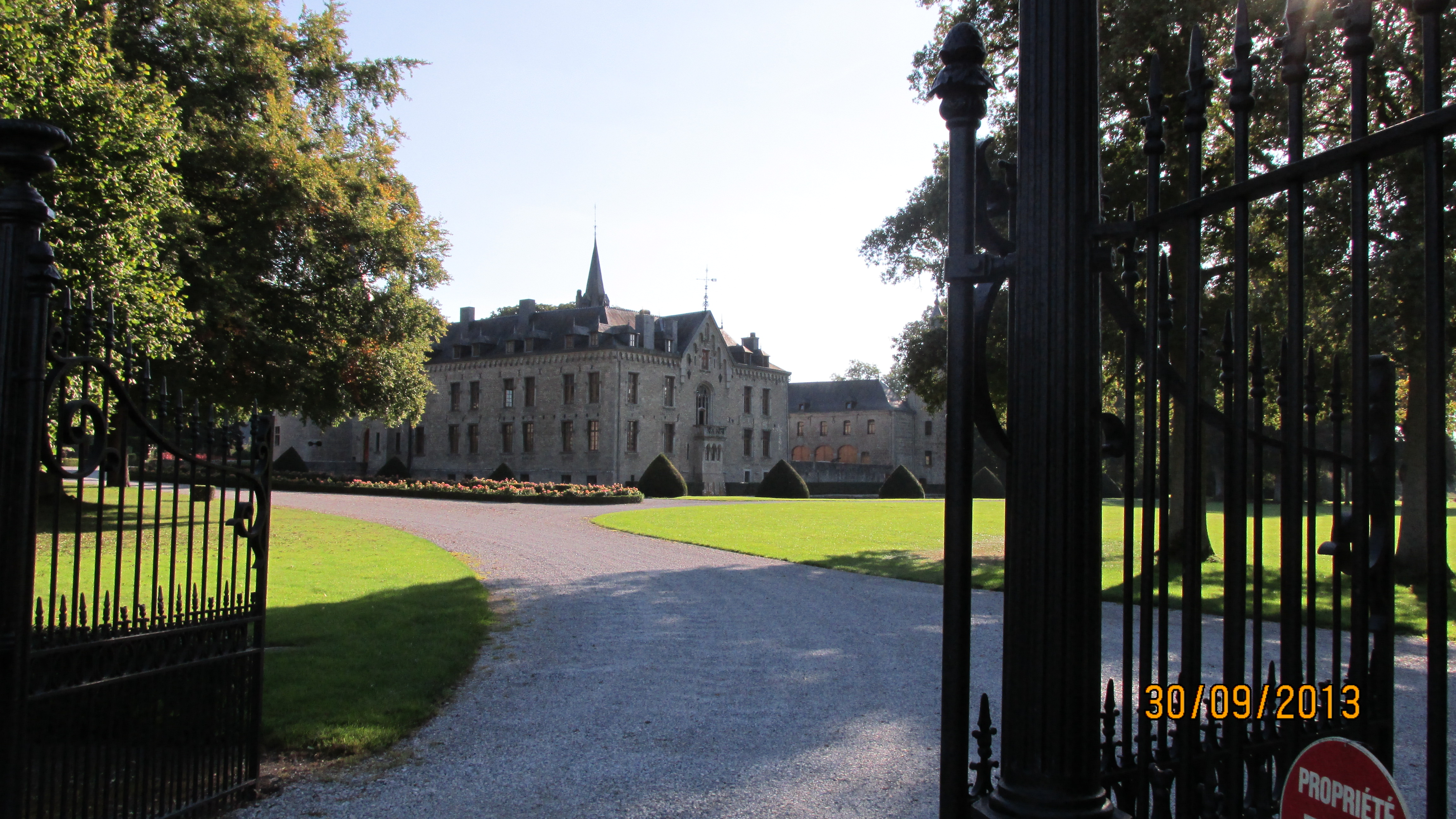
Le château de Boussu-en-Fagne.

La région compte de nombreux attraits touristiques :
- les grottes de Neptune (anciennement Grottes de l'Adugeoir) à Petigny ;
- le Fondry des Chiens (commune de Nismes dans l'entité de Viroinval) ;
- le Karting des Fagnes (Mariembourg) ;
- la Brasserie des Fagnes ;
- la petit village touristique de Nismes ;
- le village de Treignes, le "Trignolles" des aventures de Toine Culot, le héros de l'écrivain Arthur Masson, son musée Arthur Masson, son musée de la Préhistoire et son écomusée ;
- l'Abbaye Notre-Dame de Scourmont, à Forges-lez-Chimay ;
- le Chemin de fer à vapeur des Trois Vallées (touristique) et le musée du train à Treignes ;
- la source de l'Oise, près de l'abbaye de Scourmont dans l'entité de Chimay ;
- le barrage du Ry de Rome à Petigny ;
- le bunker d'Hitler dans la forêt du Brûly-de-Pesche (Grand quartier général allemand de la campagne de France) qui abrite aujourd'hui le musée de la Résistance ;
- une des plus grandes éoliennes de Belgique, culminant à une hauteur de 146 mètres à Boussu-en-Fagne ;
- le château de Boussu-en-Fagne ;
- le patrimoine immobilier classé[25].

### Culture
- Un centre culturel, agréé par la Fédération Wallonie-Bruxelles : le Centre Culturel Christian Colle.
- Deux bibliothèques (Une à Couvin, l'autre à Mariembourg) reconnues par la Fédération Wallonie-Bruxelles.

#### Média
- Une radio, « Flash FM », fréquences : 88.4 FM.
- Un cinéma : Ciné Couvin.

## Galerie

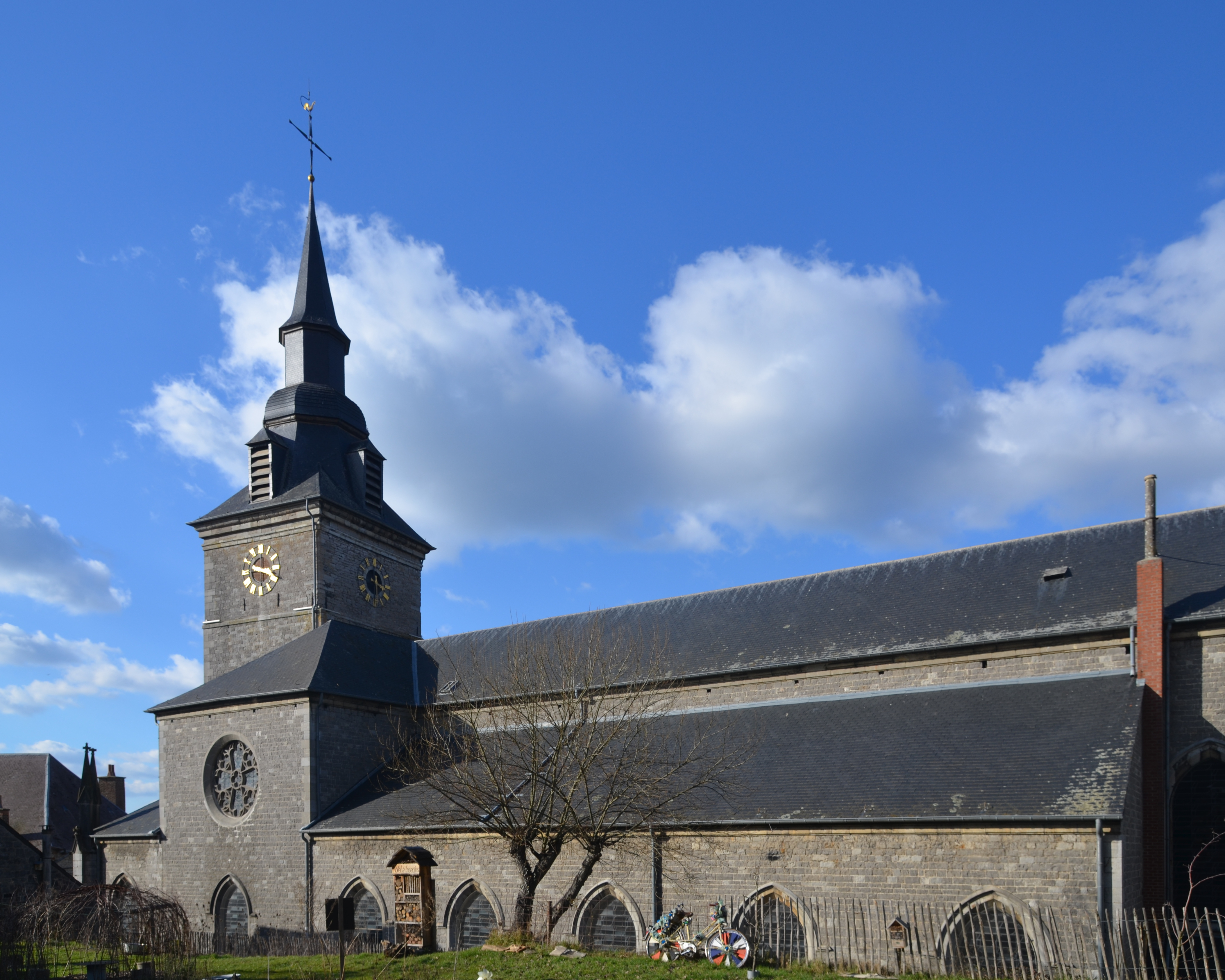
L'église Saint-Germain vue depuis le jardin des Récollectines.
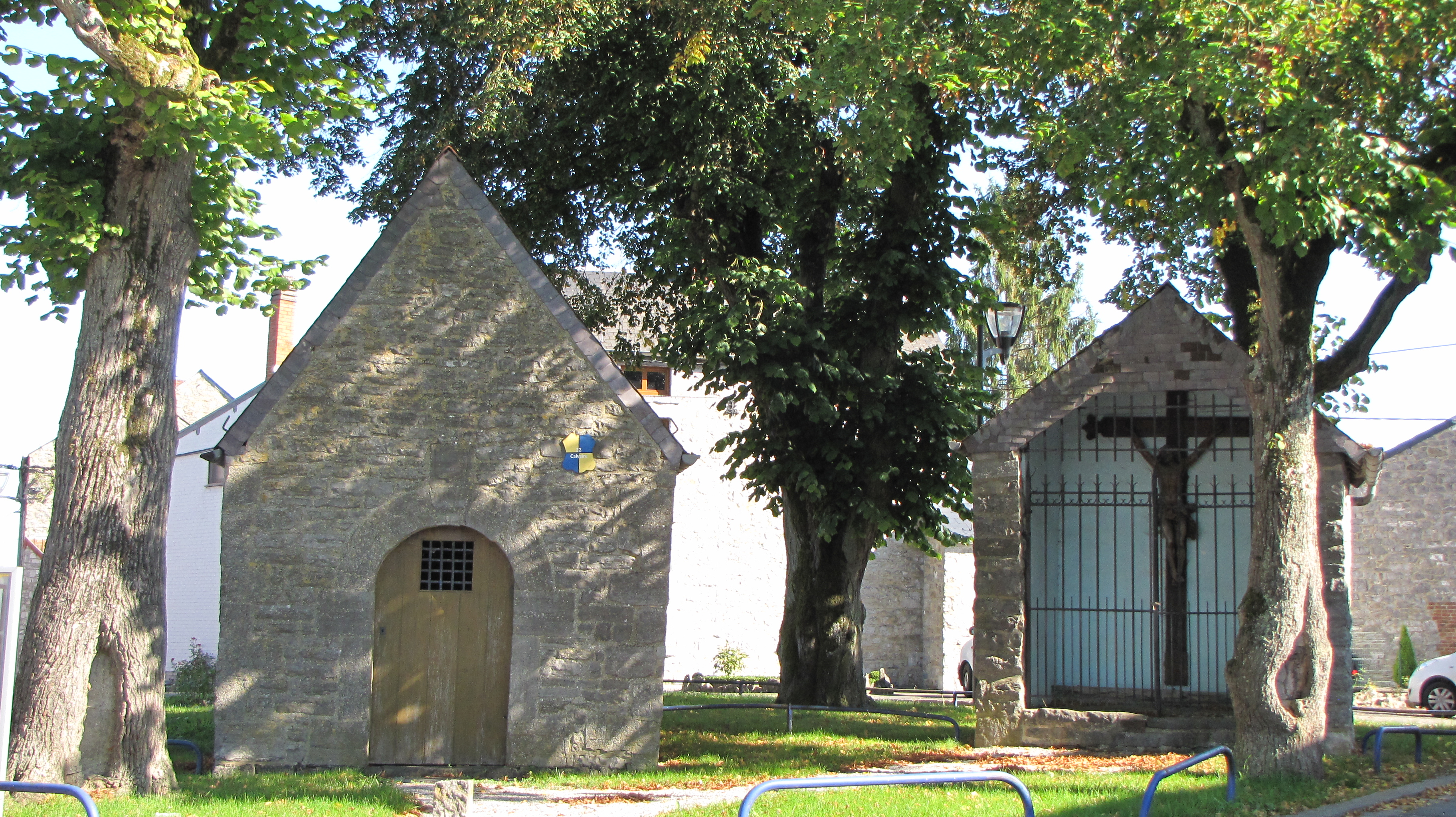
Les chapelles, rue des Calvaires.
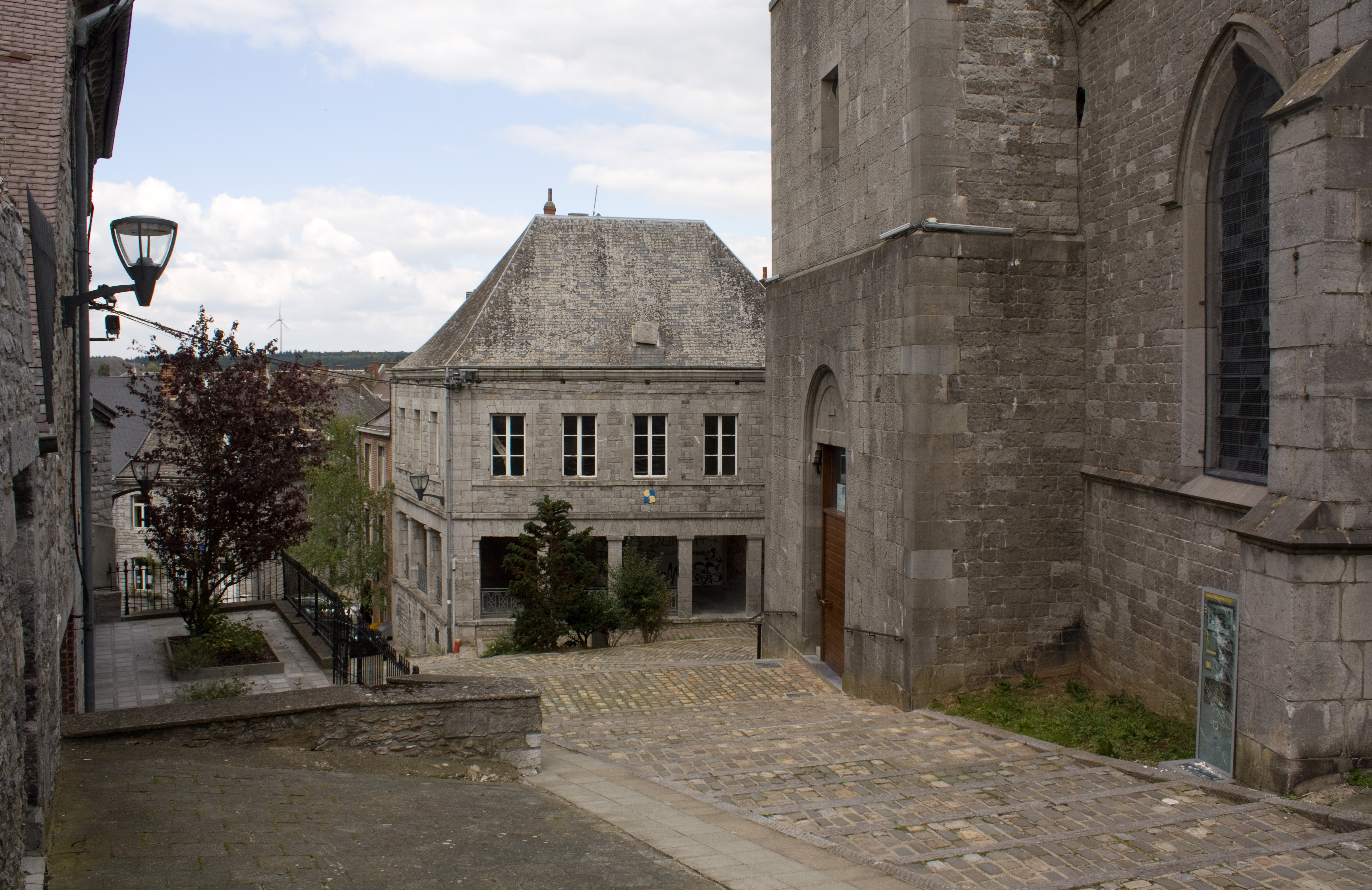
La halle et l'entrée de l'église.
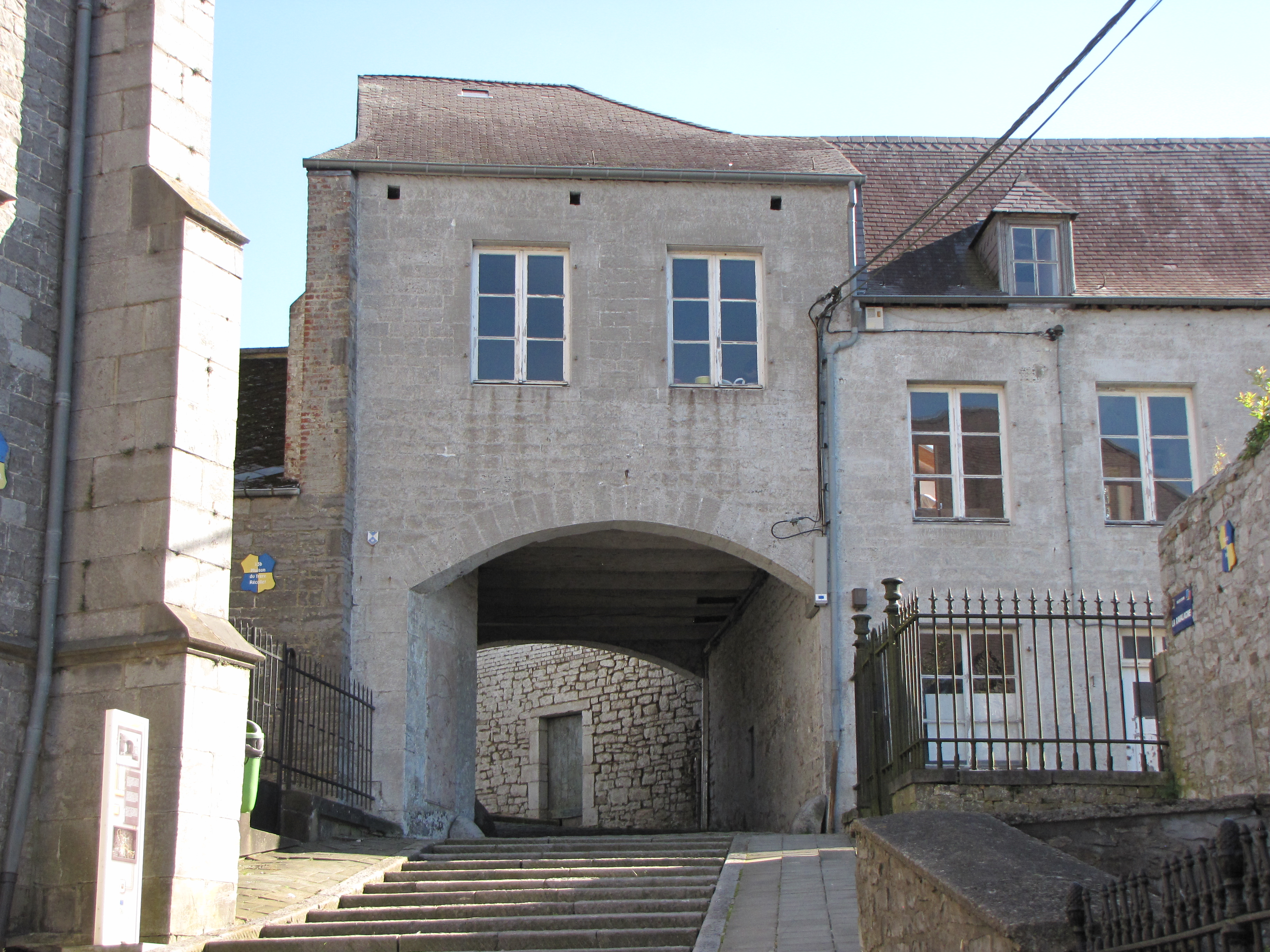
La "Fausse Porte".
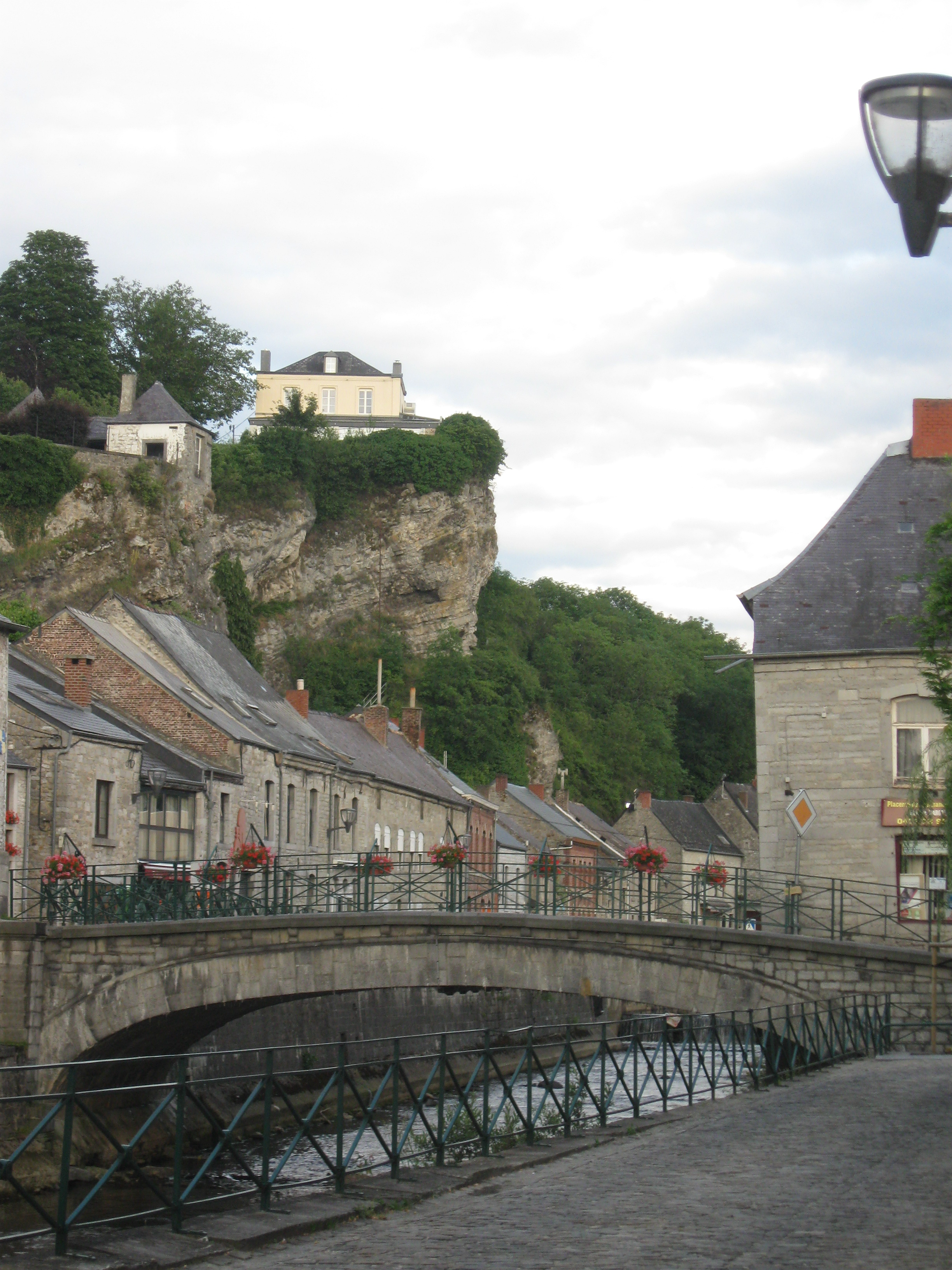
La falaise.
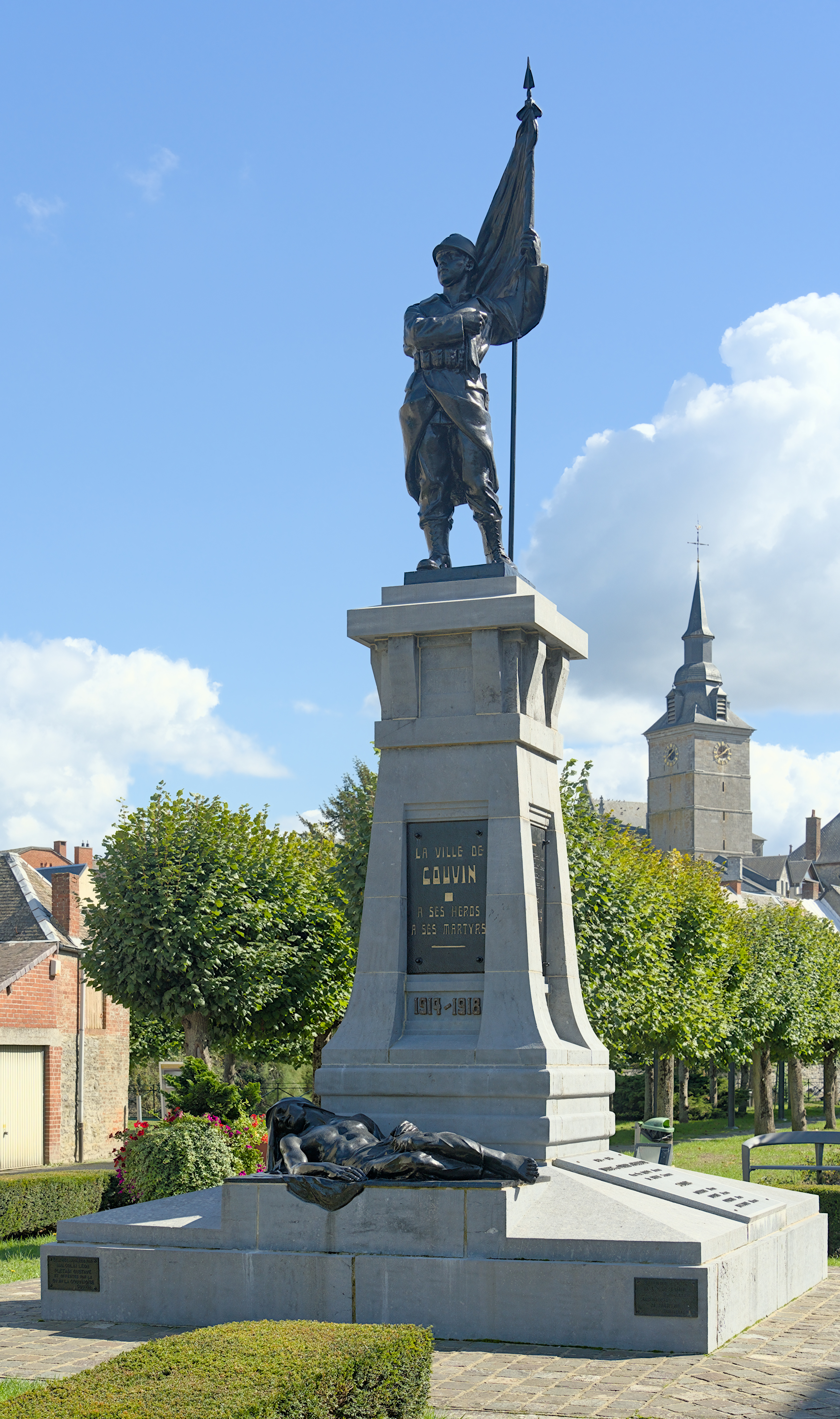
Le monument aux morts de la guerre.

## Économie
Du minerai de fer oolithique affleure dans la région couvinoise, qui fut exploité par des maîtres de forges (au moins depuis le moyen-âge). Après un passage à vide durant la première moitié du XIXe siècle, la révolution industrielle et l'arrivée du chemin de fer permirent l'approvisionnement facile en charbon et l'écoulement des produits finis dans tout le pays. Couvin devint un important centre de poêlerie, comptant 5 ateliers principaux au XXe siècle :
- Les fonderies Saint-Joseph,
- La "Couvinoise", 
- Les ateliers de l'eau Noire
- Les fonderies du Lion
- Les fonderies Saint-Roch. 
Cette industrie subit de plein fouet la mondialisation et la concurrence de productions issues de pays à bas coûts. En 2024, seul subsiste l'atelier SCJ Stove Works qui emploie une vingtaine de personnes (contre près de quarante fois plus un siècle auparavant)
centre commercial de grandes surfaces.
Couvin fut également le siège de l'entreprise Donnay, fabricant de raquettes de tennis.

### Transports

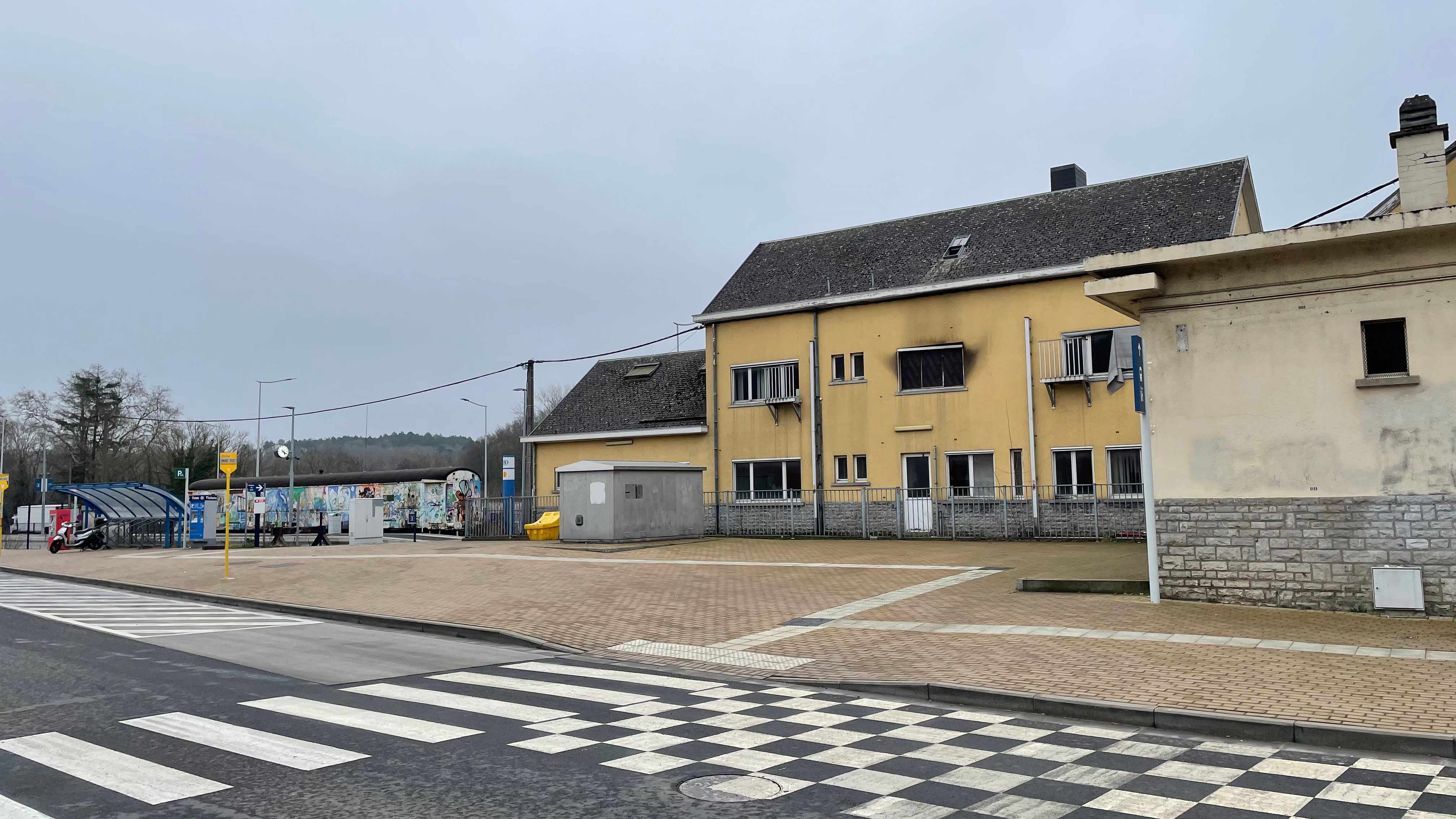
La gare terminal de Couvin.

La ville est traversée du nord au sud par la route nationale 5 qui fait partie de la E420, qui la relie à Charleroi et à Charleville-Mézières, et d'ouest en est par la route nationale 99.
Le chemin de fer de l'Entre-Sambre-et-Meuse atteint Couvin le 15 juin 1854.
La gare ferroviaire SNCB est située au bout de la ligne 134 qui va jusque Mariembourg pour ensuite rejoindre la ligne 132, qui la relie à Philippeville et Charleroi, et la ligne 156, qui la relie à Anor et Hermeton-sur-Meuse. Couvin dispose également de bus, notablement vers Chimay, Charleroi et Namur.

### Tourisme vert
Couvin fait partie du Parc national de l'Entre-Sambre-et-Meuse (ESEM). Son office du tourisme est une des six entrées principales/points d'information du parc.
L'Espace des Fonderies Saint-Joseph est un parc qui se situe dans le centre-ville.

## Sport et vie associative

### Sport
- Des terrains de football et le club de football : la Royale Entente sportive Couvin-Mariembourg.
- Un centre sportif, « Le Couvidôme », dans lequel évolue l'Union Sud Volley 86 Couvin.
- Bowling : Flybowl, chemin du Try Châlons.
- Piscine Claude Delobbe, rue de la Foulerie.

## Personnalités
- Roger Bastin, architecte, membre de l'Académie royale de Belgique
- Général Piron, militaire et chef des forces belges libres pendant la Seconde Guerre mondiale
- Jean-Léon Huens, illustrateur belge
- Constant Lauvaux (1877-1961), dit Constant le Boucher, considéré comme le lutteur le plus fort du monde au début du XXe siècle
- Watriquet de Couvin, poète du XIVe siècle, et trouvère, auteur de Poésies didactiques et moralistes.
- René Lyr (de son vrai nom René Vanderhaege), homme de radio, écrivain, auteur de Couvin, mon pays, conservateur du musée des instruments de musique, père de Claude Lyr, artiste peintre, qui fut conservateur du Musée des Beaux-arts de Bruxelles.
- Gilbert Dubuc (1925-2023), un baryton belge né à Petigny.
- François Duval (pilote) (1980-), ancien pilote de rallye et propriétaire d'un garage Toyota à Cul-des-Sarts.